# LXXXX Korpus Armijny (III Rzesza)
LXXXX Korpus Armijny (niem. LXXXX. Armeekorps) – jeden z niemieckich korpusów armijnych, walczył głównie przeciw wojskom aliantów zachodnich.  
Utworzony 17 listopada 1942 roku w Tunezji, jednak już 8 grudnia przekształcony w 5 Armię Pancerną. Po ponownym sformowaniu 19 listopada 1944 roku na bazie IV Korpusu Polowego Luftwaffe walczył głównie przeciw aliantom zachodnim. 

## Dowódcy korpusu
I formowanie
- gen. Walther Nehring

II formowanie
- gen. Erich Petersen (od 19.11.1944 - do kapitulacji)[2]

## Struktura organizacyjna
Skład 21 stycznia 1945 roku 
- 6 Dywizja Górska SS „Nord”
- 36 Dywizja Grenadierów Ludowych
- 256 Dywizja Grenadierów Ludowych
- 257 Dywizja Grenadierów Ludowych